# 芬威
芬威（Finwë），是英國作家約翰·羅納德·瑞爾·托爾金的史詩式奇幻小說《精靈寶鑽》中的人物。諾多族第一任最高君王，在維拉召喚下帶領族人西遷阿門洲，他最好的朋友是多瑞亞斯國王埃盧·庭葛。

## 生平
芬威有兩個妻子。他第一任妻子是迷瑞爾（Míriel），因生育費諾耗盡身體能量而逝世，他第二任妻子是茵迪絲（Indis），她是凡雅族人，她為芬威生下兩名兒子：芬國昐（Fingolfin）和費納芬（Finarfin），及兩名女兒：芬迪絲（Findis）和伊迷（Irimë）。
在米爾寇剛剛釋放期間，米爾寇企圖腐化諾多族，芬威因為兒子們互相之間的不和，以及維拉對費諾下的禁令，所以他與長子費諾離開了諾多族根據地圖納山丘的提理安（Tirion），遷往佛密諾斯（Formenos）。米爾寇在那裡殺死了芬威，以及盜竊了精靈寶鑽，成為諾多族大動亂的導火線。

## 命名解釋
在《精靈寶鑽》中文作品解釋芬威（Finwë）為「金髮」，但正確意思是「技巧」。

## 更加早期的版本中
在芬威家族初稿中，芬威有四個兒子：最年輕的名為芬雲（Finrun）。
在另一個最版本中，芬威有三個女兒，增加了茵迪絲這人物，長女為芬迪絲，三女為芬妮（Faniel），和最年輕的女兒芬華絲（Finvain）。在最新版本，芬妮地位明顯地下降了，芬迪絲和芬華絲被保留。芬華絲改名為伊迷，費納芬再次成為芬威最年幼的子女。